# Neanthes bassi
Neanthes bassi är en ringmaskart som beskrevs av Wilson 1984. Neanthes bassi ingår i släktet Neanthes och familjen Nereididae. Inga underarter finns listade i Catalogue of Life.